# Frans Duits (single)
Frans Duits is een single van de Nederlandse rapper Donnie en zanger Frans Duijts uit 2021.

## Achtergrond
Frans Duits is geschreven door Arno Krabman, Billy Dans, Dennis Foekens en Donnie en geproduceerd door Arno Krabman. De titel is een verwijzing naar de naam van de zanger Frans Duijts en de talen Frans en Duits. Het idee van het nummer komt van rapper Donnie, die besefte dat hij geen Frans of Duits kon spreken, maar wel een Frans Duijts kende. Ten tijde van het EK voetbal in 2021 brachten de twee artiesten voor reclame van bol.com een voetbalversie uit van het nummer getiteld De Leeuwendans (klaar voor de aftrap). In de Top 40 werden de data van dit nummer en het originele nummer samengevoegd, wat daardoor leidde tot een negentiende positie in de lijst. De originele versie haalde ook nog de tiende plaats in de Single Top 100.
Het nummer was al opgenomen toen het bij Top Notch op de plank bleef liggen. De schrijvers gingen op zoek naar een ander label en vonden Dino Music bereid het uit te brengen. De uiteindelijke versie levert weinig verschil met de uiteindelijke single aldus Billy Dans bij Jan Paparazzi in De Weekendborrel (25 februari 2022). Daar werd ook gezegd dat het de bestverkochte Nederlandstalige single van 2021 zou zijn geweest. De single heeft in Nederland de dubbelplatina status.